# 夏阳街道
夏阳街道，是中华人民共和国上海市青浦区下辖的一个乡镇级行政单位。面积28.05平方公里。户籍人口4.85万人（2008年）。

## 行政区划
夏阳街道下辖以下居委会及村委会：
东盛社区、东方社区、章浜社区、青城社区、祥龙社区、界泾港社区、新青浦社区、桂花园社区、华骥苑社区、青湖社区、夏阳湖社区、千步泾社区、佳乐苑社区、仓桥社区、宜达社区、青平社区、青松社区、青华社区、青安社区、青乐社区、王仙村、新阳村、塘郁村、金家村、枫泾村、泰来村、塔湾村和城南村。